# Карагезян, Седа Багратовна
Седа Багратовна Карагезян (арм. Սեդա Բագրատի Ղարագյոզյան; 28 мая 1919, Армавир, Кубанская область — 20 марта 1978, СССР) — живописец, художница. С 1946 года её работы экспонировались на республиканских и всесоюзных художественных выставках.

## Биография
По национальности армянка. Училась в Московском государственном институте им. Сурикова. Её творчество известно общественности в основном композициями на историко-революционную тематику.
Седу Карагезян привлекает художественное воплощение образов вождей революции, в особенности образ Ленина, которому посвящены несколько больших композиционных полотен, таких как «В гостях у Ленина» (совместно с А. Карагезяном), «Шаумян показывает Ленину коммунистический манифест на армянском языке» (Совместно с А. Карагезяном), «Ленин в Горках», «Ленин с рабочими Путиловки».
Среди других композиций художницы заслуживают внимания следующие работы — «На часовом заводе», «Жажда», «Старые большевики», «Мои современники», «Студентка Надя», «Натюрморт с гранатами», «Натюрморт с розами» и т. д.
Кроме композиционных полотен Карагезян успешно работает также и в других областях живописи  — портрета, пейзажа, натюрморта.
Пейзажи привлекают разнообразием восприятия родной природы. Таковы пейзажи — «Бюраканское ущелье», «Деревья», «Араратская долина», «Канакергэс» и др.